# Bofors 375-mm-U-Boot-Abwehrraketenwerfer
Der Bofors 375-mm-U-Boot-Abwehrraketenwerfer ist ein in Schweden entwickeltes System zur Bekämpfung von U-Booten in Tauchtiefen bis 250 m. Das System verfügt über vier verschiedene Typen von Raketen, die Werfer sind unterschiedlich mit zwei, vier oder sechs Rohren ausgestattet. Das System wurde in den 1950er Jahren in Dienst gestellt.

## Geschichte
Die Entwicklung von schiffsgestützten U-Boot-Raketenwerfern begann im Zweiten Weltkrieg. Der Einsatz von Wasserbomben bedingte die Bekämpfung von U-Booten unmittelbar über ihrer Position und war damit recht schwierig und aufwändig. U-Boot-Abwehrraketen hingegen konnten aus einer Distanz auf die durch Schallortung bestimmte Position des U-Bootes abgeschossen werden.
Erste Systeme wie das Hedgehog-System der Royal Navy waren jedoch aufgrund der geringen Sprengkraft mit ca. 25 kg und ihrer Auslegung mit Aufschlagzündern auf direkte Treffer noch nicht sehr effektiv.
Bofors begann in den frühen 1950er-Jahren mit der Entwicklung eines Raketenwerfers zur U-Boot-Abwehr. Viele Marinen brauchten zu dieser Zeit U-Boot-Abwehrsysteme, waren jedoch nicht in der Lage, die relativ kostenintensiven und komplexen Systeme wie zum Beispiel Limbo oder Weapon Alpha, zu kaufen und zu verwenden.
Der erste Bofors Vierrohrwerfer mit einer M/50-Rakete wurde 1954/55 getestet und ging 1956 in Produktion.
Die japanische Selbstverteidigungsstreitkräfte gaben erste Bestellungen für das System Anfang der 1960er Jahre ab und ließen die Systeme auch bei Mitsubishi in Lizenz bauen.
Der französische Waffenhersteller Creusot-Loire und die französische Marine interessierten sich Mitte der 1960er Jahre für den Raketenwerfer. 1967 schlossen Creusot-Loire und Bofors eine Vereinbarung zur Produktion durch das französische Unternehmen zur Fertigung von besonderen Sechs-Rohr-Werfern unter Lizenz bei Verwendung derselben Raketen, Sprengköpfe und Zünder der bisher bei Bofors produzierten Systeme.
Bofors entwickelte das System kontinuierlich weiter und entwarf eine leistungsfähigere Rakete, die Nelli-Rakete. Diese und der korrespondierende Vierrohrwerfer wurden 1972 getestet und gingen 1973 in Produktion.
Im Jahr 1992 veröffentlichte SAAB, der Nachfolger von Bofors, Details eines aktiven Hochfrequenz-Sonarsuchers und eines Lenksystems für Wasserbomben. Das Unternehmen erhielt im Juni 1992 den offiziellen Auftrag von der schwedischen Marine für dieses Programm mit dem Ziel, die Technologie auf die schwedische Standard-Wasserbombe Modell 33 und den Bofors 375-mm-Raketenwerfer anzuwenden. Für den Export wurde das System für das Raketensystem ELMA ASW-600 und die britische Wasserbombe Mk. 11 verfügbar gemacht.
Im Jahr 1994 wurden Kurzstreckenraketenwerfer dieses Typs in mehreren Ausschreibungen als Reaktion auf den Bedarf für die Ausstattung kleiner Kampfschiffe angeboten. Zu den Bedarfsträgern gehörte die Offshore Patrol Vessel (OPV) der malaysischen Marine.

## Varianten

### Werfer

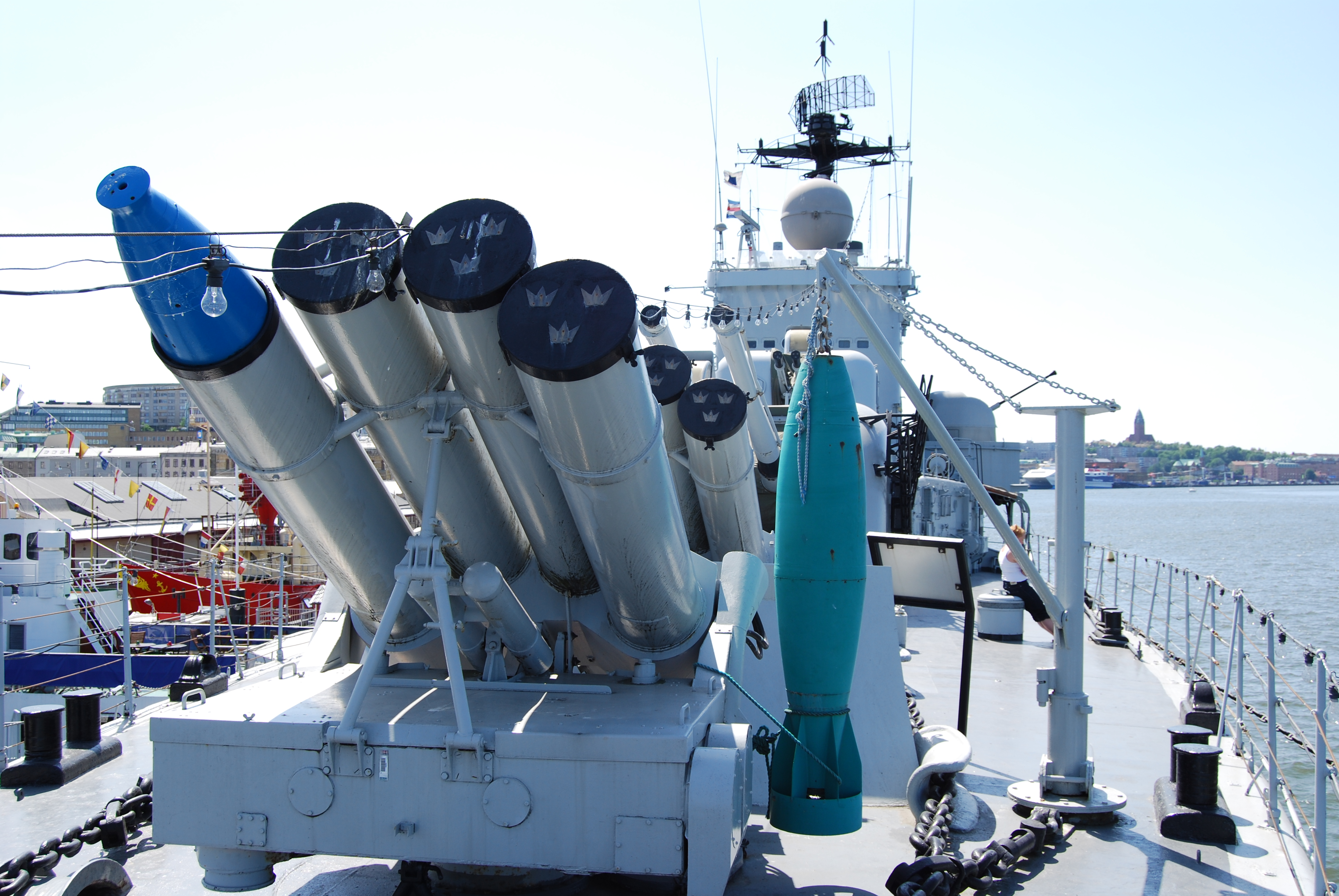
Vier-Rohr-Werfer Bofors B4
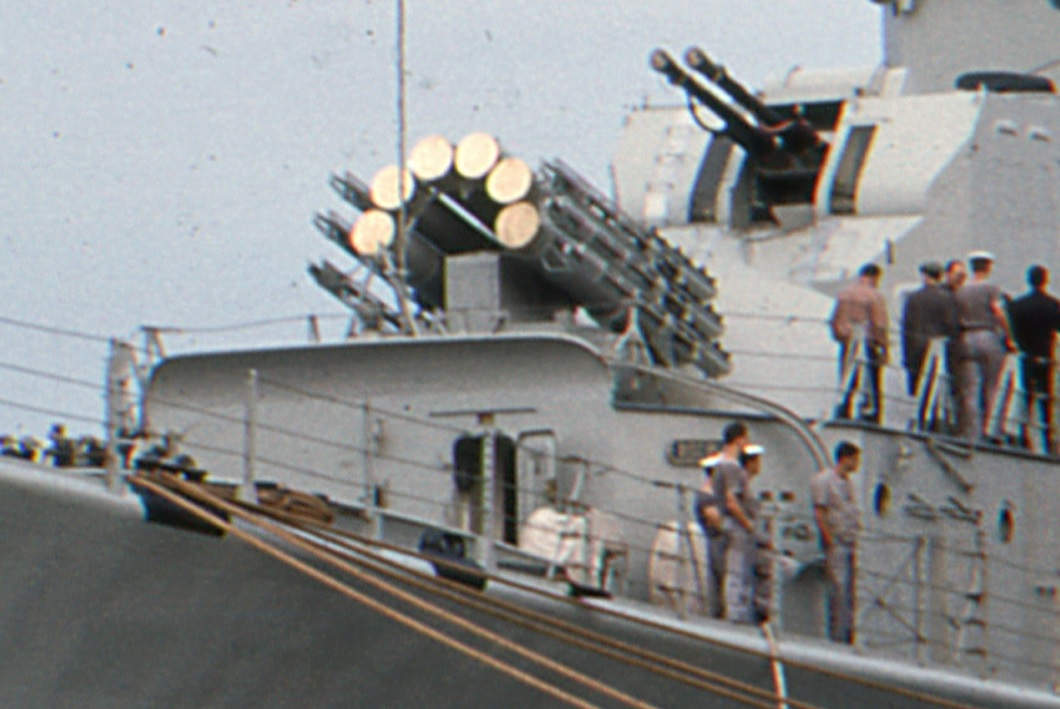
Sechs-Rohr-Werfer Creusot-Loire Modell 54
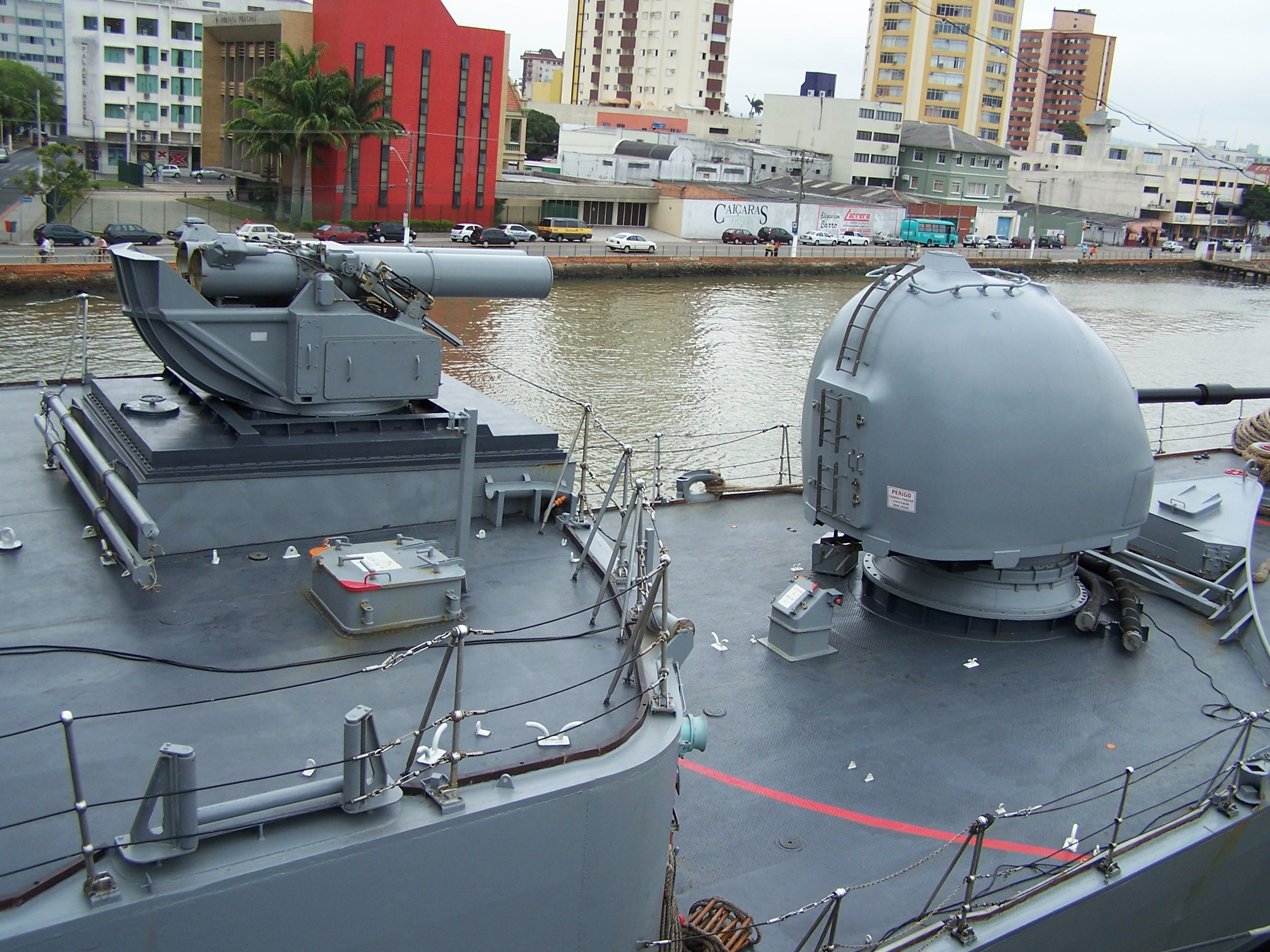
Zwei-Rohr-Werfer Bofors B2

Bofors B4: Vierfachwerfer, 1956 von Bofors eingeführt. Zunächst als M/50, später als B4 bekannt. In Japan wurde er unter Lizenz als Typ 71 hergestellt. Der Werfer hat ein Gewicht von 7500 kg. Der Seitenrichtbereich beträgt 260° und der Höhenrichtbereich des liegt bei 15 bis +90°. Die Besatzung besteht aus vier Mann. Der Munitionsvorrat beträgt 48 Raketen pro Werfer. Das halbautomatische Ladesystem lädt jeweils eine Rakete, wobei vier Rohre in drei Minuten nachgeladen werden.
Creusot-Loire Modell 54: Sechsfachwerfer, entwickelt von der französischen Firma Creusot-Loire, erstmals 1967 vorgestellt. Der Sechsfachwerfer wurde so konzipiert, dass er die Feuerkraft von zwei Vierfachwerfern B4 in einer einzigen Lafette vereint. Die Munition variiert je nach Klasse und umfasst zwischen 30 und 72 Raketen.
Bofors B2: Zwillingswerfer, wurde 1972 von Bofors eingeführt. Es ist die kompakteste Version des Werfers, ohne dabei an effektiver Feuerkraft einzubüßen. Dies wird durch ein verbessertes Nachladesystem erreicht, das zwei Raketen gleichzeitig in 30 Sekunden lädt. Der Werfer wiegt unbeladen 3980 kg. Der Seitenrichtbereich beträgt 360° und der Höhenrichtbereich des liegt bei 0 bis +90°. Die Besatzung besteht aus drei Mann. Er wurde vor allem auf kleineren Einheiten eingesetzt.

### Munition
| Typ   | Gewicht | Sprengstoff | Mindestkampfentfernung | Höchstkampfentfernung | Fluggeschwindigkeit | Sinkgeschwindigkeit |
| ----- | ------- | ----------- | ---------------------- | --------------------- | ------------------- | ------------------- |
| Erika | 250 kg  | 107 kg      | 655 m                  | 1635 m                | 130 m/s             | 10,7 m/s            |
| Flora | 230 kg  | unbek.      | 1400 m                 | 2230 m                | unbek.              | 10,2 m/s            |
| Mimmi | 250 kg  | 100 kg      | 370 m                  | 875 m                 | 135 m/s             | 10,9 m/s            |
| Nelli | 230 kg  | 80 kg       | 1580 m                 | 3625 m                | 205 m/s             | 8,2 m/s             |

## Komponenten und Funktion

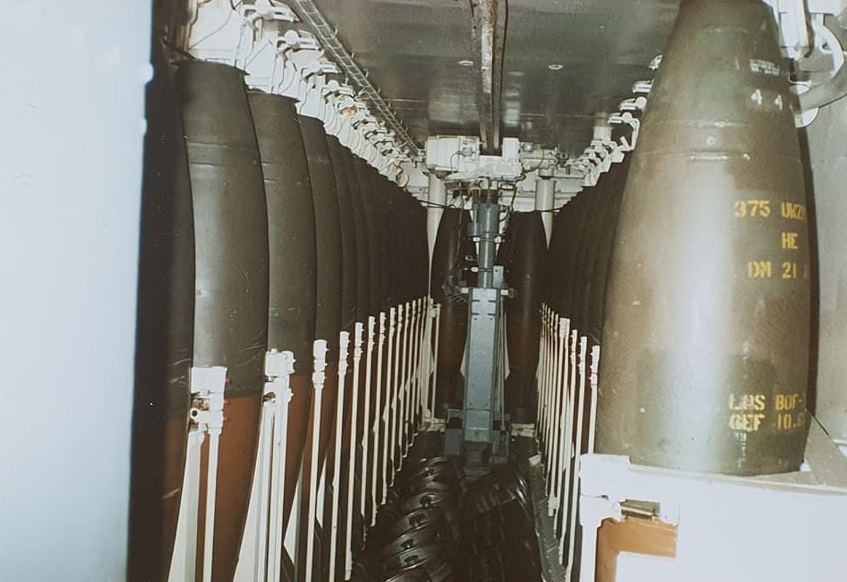
Munitionsbunker an Bord des Zerstörers Hessen
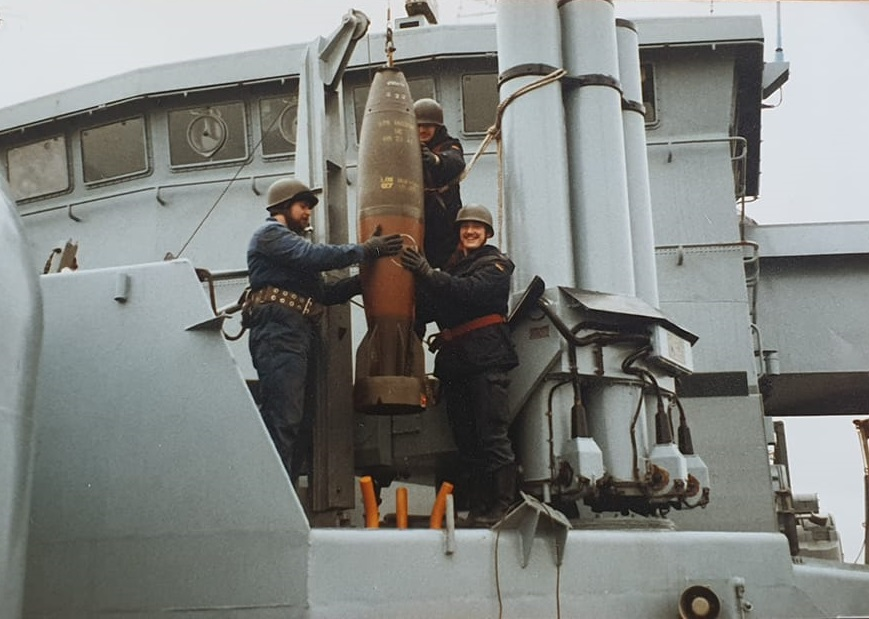
Aufmunitionieren des Werfers
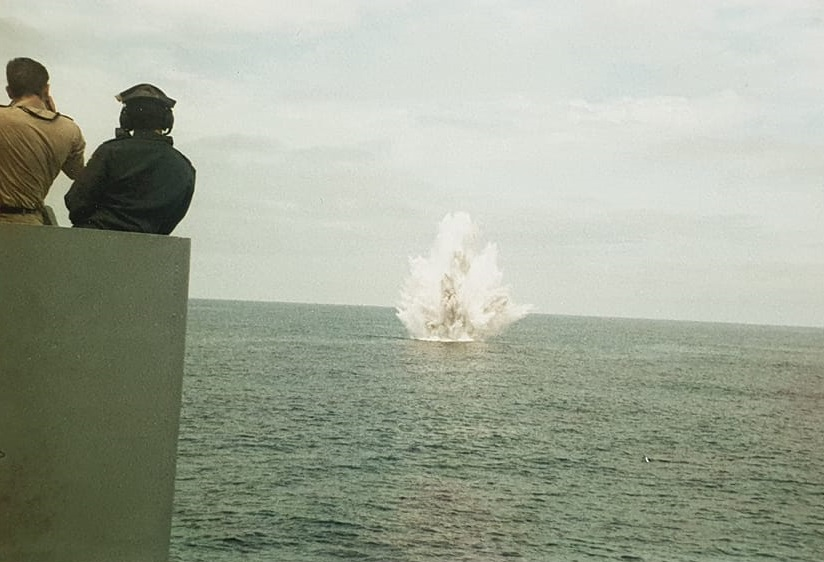
Abschuß

Das 375-mm-ASW-Raketenwerfersystem umfasst ein bordeigenes Sonar-/Feuerleitsystem. Der Werfer ist mit zwei, vier oder sechs (nur Frankreich) Rohren ausgestattet. Vier Raketentypen unterschiedlicher Größe kommen zum Einsatz. Das vorwärtswerfende System ist grundsätzlich im Bugbereich der jeweiligen Einheit montiert, die Fahrtrichtung nach vorne ist die Hauptschussrichtung. Sobald das Schiffssonar Kontakt mit einem U-Boot aufnimmt, bestimmt das Feuerleitsystem den richtigen Kurs und die richtige Höhe für den Werfer.
Im Munitionsbunker wurde der Zünder auf die Rakete gedreht, die Rakete dann in den Aufzug verbracht. Der Werfer stand zum Beladen in der Ladelage, bei den Zerstörern der Hamburg-Klasse beispielsweise senkrecht. In den Rohren waren Schleifringe angebracht über die die Zünder auf die jeweilige Wassertiefe eingestellt wurden. Dieses erfolgt über das Feuerleitpult.
Die Wurfentfernung wird durch den Höhenwinkel des Werfers bestimmt. Der Werfer wird ferngesteuert elektrohydraulisch bewegt. Werfer mit zwei Raketen haben einen Höhenwinkel von 0 bis 60 Grad zum Abfeuern und 0 bis 90 Grad zum Laden bei unbegrenztem Schwenkbereich. Werfer mit vier und sechs Raketen haben einen Schwenkbereich von +130 Grad, einen Abfeuerbereich von 15 bis 60 Grad und eine Ladegrenze von 15 bis 90 Grad.
Die Raketen verfügen über zwei konzentrische (innere und äußere) Raketenmotoren, deren Geschwindigkeit durch Zünden eines oder beider Motoren variiert werden kann. Die Tiefe der Salve kann entweder zeitgesteuert oder durch akustische Annäherung eingestellt werden. Die Zeitverzögerung konnte auf Wunsch mit einer Aufpralloption kombiniert werden. Raketen können entweder einzeln oder in Salven abgefeuert werden.

## Nutzerstaaten
Ägypten
Die ägyptische Marine setzt das auf den Korvetten El Suez und Abo Qirder der Suez-Klasse, die ursprünglich als Descubierta-Klasse für Spanien gebaut wurden, ein.
 Belgien
Die Belgische Marine setzte 3 Systeme auf den Fregatten der Wielingen-Klasse ab Ende der 1970er Jahre bis zur Abgabe an Bulgarien in den 2000er Jahren ein.
 Bulgarien
Auf den Fregatten der von Belgien übernommenen Wielingen-Klasse wurden diese 3 Systeme weiterbetrieben.
 Brasilien
Es wurden sechs zweirohrige Systeme auf den Fregatten der Niteroi-Klasse betrieben.
 Deutschland
Die Bundesmarine setzte das Vierrohrsystem auf
- den U-Jagdbooten der Thetis-Klasse ab 1961 bis zur Abgabe an Griechenland in den 1990er Jahren,
- den Fregatten der Köln-Klasse ab 1961 bis zur Abgabe an die Türkei bzw. anderweitige Verwertung um 1989,
- den Zerstörern der Hamburg-Klasse ab 1964 bis in die 1990er Jahre,
- sowie auf dem Schulschiff Deutschland ab 1963 bis zur Ausmusterung in den 1990er Jahren ein.

 Frankreich
baute das Vierrohrsystem in Lizenz, entwickelte dann das Sechsrohrsystem und setzte es auf vielen Kriegsschiffklassen ein, darunter auf den Zerstörern der T-47- und T53-Klasse und 17 auf den Avisos (Korvetten) der D'Estienne d'Orves-Klasse „A69“.
 Indien
setzte es zweischen 1972 und 2010 auf den Fregatten der Nilgir-Klasse Nilgiri, Himgiri Udaygiri und Dunagiri ein.
 Indonesien
setzt es ab 1979 auf seinen drei Korvetten der Fatahillah-Klasse, Fatahilla, Malahayati und Nala ein.
 Japan
- ab 1961 bis 1992 auf den vier Fregatten der Isuzu-Klasse: Isuzu, Mogami, Kitakami und Ohi[22]
- ab 1966 auf den sechs Zerstörern der Yamagumo-Klasse: Yamagumo, Makigumo, Asagumo, Aokumo, Akigumo und Yugumo[23]
- ab 1967 auf den vier Fregatten der Takatsuki-Klasse: Takatsuki, Kikuzuk, Mochizuki und Nagatsuki[24]
- ab 1968 auf den drei Zerstörern der Minegumo-Klasse: Minegumo, Natsugumo und Murakumo[25]
- ab 1976 auf den zwei Zerstörern der Akizuki-Klasse: Akizuki und Teruzuki
- ab 1981 auf der Fregatte Ishikari[26]
- ab 1983 auf den zwei Fregatten der Yūbari-Klasse: Yūbari und Yūbetsu[27]

 Malaysia
Auch die Königlich Malaysische Marine setzt auf den beiden Korvetten Kasturi und Lekir der Kasturi-Klasse, eine Bauserie der Howalds-Werft Baureihe FS 1500 ein.
 Marokko
setzt ein System auf einer früheren spanischen Fregatte der Descubierta-Klasse
 Niederlande
Die Niederlande setzten es auf den Zerstörern der Friesland-Klasse ein.
 Peru
setzte es auf den von den Niederlanden übernommenen den Zerstörern der Friesland-Klasse bis zu deren Ausmusterung Anfang der 1990er Jahre ein.
 Schweden
setzte die originären M/50 4-Rohrwerfer auf den Zerstörern der Halland-, Visby- und Öland-Klasse ein. Die Schiffe wurden ab Ende der 1970er Jahre ausgemustert.
 Türkei
setzte das System auf den Fregatten der ehemaligen Köln-Klasse, vormals deutsche Bundesmarine Emden, Karlsruhe, Lübeck und Braunschweig. Die Türkei setzt es auf den Korvetten der Burak-Klasse ein, die alle ehemalige Korvetten der A69-Klasse sind und hauptsächlich für die U-Boot-Abwehr an der Küste und als Eskorte auf hoher See konzipiert wurden.
Der Werfer wird mit Stand Mai 2025 noch wie oben beschrieben in Indonesien, Brasilien und in der Türkei auf den Burak-Klasse-Korvetten genutzt. In anderen Ländern wie Schweden, Frankreich und Japan wurde das System bereits in den 1980er Jahren außer Dienst gestellt und z. B. in Schweden durch das Elma ASW-600 -System, in Japan durch das ASROC-System ersetzt.

## Museale Rezeption
Ein Exemplar des Vier-Rohr-Werfers und der dazugehörigen Munition ist in der Wehrtechnischen Studiensammlung in Koblenz und original montiert auf dem Museumsschiff Smaland in Göteborg ausgestellt.

## Trivia
Auf Grund der torkelnden Flugbahn des Geschosses erhielt der Flugkörper in der Bundesmarine in Anspielung auf das Wurfgeschoss des Asterix-Helden Obelix den Spitznamen "Hinkelstein".